# Bibury
Bibury – wieś w Anglii, w hrabstwie Gloucestershire, w dystrykcie Cotswold. Leży 31 km na wschód od miasta Gloucester i 121 km na zachód od Londynu.